# Plectidae
Plectidae é uma família de nematóides pertencentes à ordem Araeolaimida.

## Géneros
Géneros:
- Anaplectus De Coninck & Schuurmans Stekhoven, 1933
- Arctiplectus Andrássy, 2003